# Nauki empiryczne
Nauki empiryczne, inaczej nauki indukcyjne – nauki klasyfikowane, będące wynikiem rozumowań indukcyjnych, stanowiące przeciwieństwo nauk dedukcyjnych, używających głównie rozumowań dedukcyjnych.
Podstawową metodą uzasadniania twierdzeń w naukach empirycznych jest indukcja enumeracyjna, występują też inne rodzaje rozumowań niededukcyjnych. Ci filozofowie nauki, którzy nie uznają indukcji enumeracyjnej za podstawową metodę nauk empirycznych, preferują termin „nauki empiryczne”. Termin „nauki indukcyjne” może też odnosić się do nauk realnych, tj. tych nauk, które w odróżnieniu od nauk formalnych badają przedmioty materialne.